# Mehetveret
Mehetveret, Mehet-veret ali Mehturt (staroegipčansko mḥt-wrt) je bila staroegipčanska boginja neba in vremena, omenjena v piramidnih besedillih.  Njeno ime pomeni »Velika poplava«. V staroegipčanskih mitih o ustvarjanju sveta na začetku časa rodi sonce, v umetnosti pa je prikazana kot krava s sončnim diskom med rogovi. Povezana je z boginjami Neit, Hator in Izido, ki imajo vse podobne lastnosti in bi jih lahko tako kot njo imenovali »Rajevo oko«.
Mehetveret je zaradi svojih fizičnih lastnosti znana predvsem kot »nebeška krava« ali »boginja krava«, vendar svetu prispeva na več načinov. Je tudi boginja vode, stvaritve in ponovnega rojstva. V egipčanski mitologiji je ena od glavnih sestavin za ustvarjanje in preživetje življenja.

## Izvor
Mehetveret je bila zaslužna, da se je sonce vsako jutro dvignilo na nebo. Dajala je svetlobo za rast posevkov tistih, ki so jo častili, in povzročala letne poplave Nila, ki so z vodo pognojili posevke. Opisana je tudi kot boginja stvarstva, ker je vsak dan rojevala sonce in ustvarjala življenje.
V egipčanski mitologiji je bila Mehetveret znana kot boginja vode in stvarstva in morda košček nočnega neba. Omenjena je kot reka zvezd, znana kot Rimska cesta.

### Rojstvo Raja
Mehetveret je opisana kot mati egipčanskega sončnega boga Raja. Kot boginja stvarstva je vsak dan rodila sonce, da svet ni bil v temi. Na upodobitvah je zato prikazana kot krava s sončnim diskom med rogovi. V bližini je vedno imela svojega sina Raja in ga varovala na tipično materinski način.

## Upodabljanje
Mehetveret se je upodabljala kot bitje z ženskim telesom in kravjo glavo, zato so jo kot tako imenovali boginja krava. Sončni disk med rogovi jo je povezoval s stvaritvijo sonca.

### Honsujev sarkofag
Mehetveret je podobljena na Honsujevem sarkofagu. Hieroglifi, naslikani na zunanji strani sarkofaga, so bili dodaten način varovanja pokojnika in faraonu naslikali pot skozi posmrtno življenje. Mehetveret tudi v hieroglifih nosi številne obredne predmete, da ohrani svoje božansko stanje. Na sliki je tudi človek, ki se priklanja in jo časti, kar kaže na njeno pomembnost. Na tej sliki Mehetveret kaže, da se bo faraon po smrti ponovno rodil v posmrtno življenje.

## Sorodstvo

### Hator
Mit o nebeški kravi pripoveduje zgodbo o boginji Hator, sorodni boginji Mehetveret. Hator je bila bolj težavna kot Mehetveret, ker je ustvarjala kaos v človeškem svetu. Mit o nebeški kravi je znan tudi kot Uničenje človeštva, ker je bila Hator poslana na zemljo, da ubije upornike, ki so delovali proti bogu sonca Raju in njegovim načrtom za preureditev vesolja. Medtem ko je bila Hator krvoločna krava bojevnica, osredotočena na uničenje človeštva, je bila Mehetveret odgovorna za ustvarjanje nekaterih najosnovnejših potreb človeštva: sonca in vode.

## Smrt in posmrtno življenje
Boginja Mehetveret je omenjena v številnih urokih v Knjigi mrtvih, vključno z urokom 17, v katerem je zaslužna za rojstvo Reja, znanega tudi kot bog sonca Ra. Ona je bila tista, ki je ščitila Raja, saj so stari Egipčani verjeli, da sonce vsak dan umira in da ga Mehetveret ponovno rodil. Ona ga je vsak večer odpeljala v podzemlje in ga nato naslednje jutro vrnila na svet. Egipčani so verjeli, da je Mehetveret boginja ustvarjanja in ponovnega rojstva. V uroku ke omenjena zato, da bi ljudem pomagala preiti pot v posmrtno življenje.